# Luca Pastorino
Luca Pastorino (Genova, 30 settembre 1971) è un politico italiano.

## Biografia
Diplomato al Liceo Scientifico Martin Luther King di Genova, si laurea in Economia aziendale presso l'Università degli Studi di Genova; nel 1999 inizia a lavorare presso A.R.T.E. Genova (funzionario amministrativo presso la Struttura Gestione), svolgendo anche attività di consulenza finanziaria dal 2000.

## Attività politica

### Consigliere comunale e Sindaco di Bogliasco
Dal 1997 al 2006 è consigliere comunale di minoranza al Comune di Bogliasco, di cui nel 2006 viene eletto sindaco, a capo di una lista civica di centro-sinistra, con il 46,33% dei voti contro il 39,75% del candidato di centrodestra Adelio Peruzzi. Viene riconfermato alle elezioni comunali del 2011 con il 72,67% dei voti.
Dal 2006 è membro del comitato AATO acque della Provincia di Genova, e dal 2007 è membro della Direzione Regionale di ANCI Liguria e della Consulta Regionale di ANCI piccoli comuni. 
Dal 2010 è segretario regionale di AICCRE Liguria.
Alle elezioni comunali del 2016 è candidato consigliere comunale nella lista "Insieme per Bogliasco" con candidato sindaco Gianluigi Brisca, suo vicesindaco nel precedente mandato. La lista risulta vincitrice e nella votazione Pastorino raccoglie 314 preferenze, risultando eletto. Viene nominato assessore, ottenendo le deleghe a Commercio, Sport, Rapporti con l'ANCI e Fondovalle.

### Elezione a deputato e candidatura alle regionali
Candidato alle primarie del PD del 29 dicembre 2012 per la scelta dei parlamentari, ottiene 2379 preferenze nella provincia di Genova, viene così posto in lista in posizione utile per risultare eletto deputato alle elezioni politiche del 2013 nella circoscrizione Liguria. Durante il mandato parlamentare rinuncia allo stipendio da sindaco. Nella XVII Legislatura è membro della XIV commissione (politiche dell'Unione Europea) e, da giugno 2014, della VI commissione (finanze).
Ha sottoscritto l'appello di Riparte il Futuro per la lotta alla corruzione e al crimine organizzato.
Durante l'attività parlamentare ha presentato un disegno di legge (Istituzione dell'anagrafe dei partiti e movimenti politici e dei titolari di cariche pubbliche) e 26 emendamenti come primo firmatario, e 54 disegni di legge e 143 emendamenti come co-firmatario, oltre a numerose interpellanze e interrogazioni.
Avendo abbandonato il Partito Democratico ed essendo passando al Gruppo misto, il 17 marzo 2015, su proposta di Sergio Cofferati, annuncia la sua candidatura come presidente della Regione Liguria in contrapposizione alla vincitrice delle primarie (contestate da Cofferati per voti inquinati di immigrati ed elettori di centrodestra), la renziana Raffaella Paita, assessore regionale alla Protezione Civile della Liguria. La sua candidatura è sostenuta da Rete a Sinistra (lista civica con al suo interno SEL, PRC, PdCI e dissidenti del PD vicini a Giuseppe Civati) e Lista Pastorino, il 31 maggio ottiene il 9,42% con 61.988 voti, risultando quarto dopo Giovanni Toti (centro-destra) col 34,4%, Raffaella Paita (centrosinistra) col 27,8% e Alice Salvatore (M5S) col 24,8%. Una delle liste che appoggiano la sua candidatura ottiene un seggio in consiglio regionale, attribuito all'ex sindacalista Gianni Pastorino.
Nel frattempo, aderisce a Possibile, il nuovo soggetto politico di Pippo Civati. Il 17 novembre dello stesso anno, assieme agli altri tre deputati di Possibile (Beatrice Brignone, Andrea Maestri e lo stesso Civati) aderisce alla componente del gruppo misto denominata Alternativa Libera (costituita da 10 deputati fuoriusciti dal Movimento 5 Stelle), che dopo il loro ingresso muta il nome in Alternativa Libera-Possibile.
Il 22 marzo 2017, assieme agli altri deputati di Possibile, aderisce alla nuova componente del gruppo misto denominata Sinistra Italiana - Sinistra Ecologia Libertà - Possibile (SI-SEL-POS). 
Il 4 luglio seguente l'Associazione Nazionale Comuni Italiani gli conferisce la nomina a presidente della Commissione permanente Turismo e Demanio Marittimo.
Alle elezioni politiche del 2018 viene candidato alla Camera per Liberi e Uguali nel collegio uninominale Liguria - 05 (Genova - Rapallo), dove ottiene il 4,69% e termina in quarta posizione (vince con il 41,48% il candidato di centrodestra Roberto Bagnasco), e nel collegio plurinominale Liguria - 02, dove risulta eletto (l'unico di LeU nella sua regione e il solo parlamentare di Possibile). Dal 3 aprile è Segretario dell’Ufficio di Presidenza della Camera.

### Percorso con èViva e Rielezione a sindaco
Nel 2019 non rinnova l'adesione a Possibile fondando, nell'aprile dello stesso anno, assieme al senatore Francesco Laforgia e agli "autoconvocati di LeU", l'associazione èViva, che alle elezioni europee appoggia la lista La Sinistra.
Alle regionali in Emilia-Romagna del gennaio 2020 il suo nuovo partito sostiene il presidente uscente Stefano Bonaccini e insieme ad altre forze di sinistra prende parte alla lista Emilia-Romagna Coraggiosa Ecologista e Progressista, eleggendo due consiglieri. 
Alle elezioni regionali in Liguria di settembre i suoi referenti regionali insieme ad altre forze di sinistra con la lista "Linea Condivisa" sostengono Ferruccio Sansa, candidato del centro-sinistra e del Movimento 5 Stelle, che però viene sconfitto da Giovanni Toti con un distacco di 18 punti, mentre l'unico eletto della lista, che raccoglie il 2,47%, è di nuovo Gianni Pastorino.
Alle elezioni comunali in Liguria del 2021 si ricandida a sindaco di Bogliasco, con la lista Insieme per Bogliasco, venendo rieletto con il 55,7% dei voti e staccando di 11 punti il candidato del centro-destra Guido Guelfo (44,30%).

### Rielezione alla Camera e Ritorno nel PD
Alle elezioni politiche anticipate del 2022 si ricandida alla Camera nel collegio uninominale Liguria - 03 (Genova: Municipio I - Centro Est), sostenuto dalla coalizione di centro-sinistra come indipendente, avendo la meglio con 73.473 voti (36,04%) su Sandro Biasotti del centro-destra (35,42%) e su Maria Tini del Movimento 5 Stelle (13,29%). Aderisce alla componente +Europa del Gruppo misto nella XIX legislatura.
Nell'agosto 2023, dopo la vittoria di Elly Schlein alle primarie del PD, rientra nel Partito Democratico dopo otto anni.